# سالفادور سوبرال
سالفادور فيلاد برامكامب سوبرال (بالبرتغالية: Salvador Sobral‏) (مواليد 28 سبتمبر 1989) هو مغنِّ برتغالي. فاز بمسابقة الأغنية الأوروبية لعام 2017، حيث مثّل بلده البرتغال وقدّم أغنية بعنوان "Amar pelos dois"، والتي كتبتها أخته لويزا سوبرال. منح سالفادور البرتغال أول فوز لها على الإطلاق في هذه المسابقة منذ انطلاقتها عام 1964، منهياً بذلك فترة طويلة من عدم فوزٍ على مدى تاريخ مسابقة الأغنية الأوروبية والبالغة 53 عاماً. وقد حصل سالفادور على 758 نقطة حسب نظام التصويت الحالي في المسابقة والتي أقيمت في كييف أوكرانيا.

## روابط خارجية
- سالفادور سوبرال على موقع IMDb (الإنجليزية)
- سالفادور سوبرال على موقع ميوزك برينز (الإنجليزية)
- سالفادور سوبرال على موقع أول ميوزيك (الإنجليزية)
- سالفادور سوبرال على موقع ديسكوغز (الإنجليزية)
- سالفادور سوبرال على موقع قاعدة بيانات الفيلم (الإنجليزية)